# M (programma televisivo)
M è stato un programma televisivo di genere talk show, condotto da Michele Santoro, in onda su Rai 3 in prima serata dagli studi del Centro di produzione Rai di Torino. Le prime due puntate sono state trasmesse il 22 e 29 giugno 2017 su Rai 2. Con l'inizio del 2018, il programma venne spostato su Rai 3 ed andò in onda dall'11 gennaio al 1º febbraio a cadenza settimanale per un totale di quattro puntate e successivamente dal 10 maggio al 7 giugno.

## Il programma

### Prima edizione(2017)
Le prime due puntate, andate in onda su Rai 2 nel giugno del 2017, sono un focus sulla figura di Adolf Hitler (interpretato in studio da Andrea Tidona). Partecipano al programma anche vari ospiti e Sara Rosati, che cura uno spazio dedicato ai giovani.

### Seconda edizione(2018)
Michele Santoro dopo la breve conduzione del programma Italia, ritorna in diretta in prima serata su Rai 3. Prevede un protagonista al centro della scena che rappresenta il filo rosso del programma, con intermezzi di inchiesta registrata che si alterna al dibattito. Durante la messa in onda, ci sono interventi di opinionisti, critici e un gruppo di giovani provenienti da tutta Italia a raccontare storie ed esperienze diverse, ai quali poi spetterà il compito di trasferire in studio il dibattito dei social, con la moderazione di Sara Rosati. I temi trattati sono: banche, il problema dell'immigrazione, le inchieste su Roma Capitale e l'evasione fiscale. 
Per ogni puntata, vi è un monologo dello scrittore Roberto Saviano. I The Pills, Vauro e Andrea Rivera curano la parte comica del programma.

### Terza edizione(2018)
Michele Santoro torna con quattro puntate di "M" dedicate al caso Moro. "M" intreccia il docudrama in forma di fiction con il teatro in diretta e l'approfondimento giornalistico. Ogni puntata avrà un grande protagonista: Giulio Andreotti, Enrico Berlinguer, Tommaso Buscetta e Licio Gelli si alterneranno al centro della scena, rivivendo nell'interpretazione di un attore. Opinionisti in studio Marco Damilano, Ilaria Moroni, Stefania Limiti, Lanfranco Pace, Annalisa Chirico e Sara Rosati.

## La mini-fiction "Il caso Moro"[2]
In onda per tutta la terza edizione del programma:

### Trama
A fare da filo conduttore nell'esposizione dei tragici eventi sono le inchieste investigative di Mino Pecorelli e della giornalista Silvia Saluzzi (personaggio di fantasia creato degli autori); quest'ultima, nella sua ricerca della verità, intreccerà la propria vicenda umana e professionale non solo con quella del direttore di OP-Osservatore Politico, ma anche con quelle di altri personaggi chiave della vicenda tra i quali il falsario Tony Chichiarelli. Il racconto porterà a conoscenza del pubblico elementi assolutamente inediti, in queste ore al vaglio dei magistrati della Procura di Roma, che stanno valutando nuovi elementi emersi nel corso delle indagini disposte nell'ambito della Commissione d'inchiesta sul caso Moro.

#### Personaggi e interpreti
- Carmelo Galati: Mino Pecorelli
- Giuseppe Antignati: Mister X[3]
- Christian Burruano: Tony Chichiarelli
- Antonietta Bello: Silvia Saluzzi
- Jon Firman: Steve Pieczenik
- Diego Verdegiglio: Francesco Cossiga
- Luigi Petrucci: Claudio Vitalone
- Tania Bambaci: Angela
- Marco Iannitello: Capitano Bonaventura
- Andrea Napoleoni: Daniele Pifano
- Remo Girone: Giulio Andreotti
- Gaetano Aronica: Aldo Moro
- Paola Pitagora: Eleonora Moro
- Ninni Bruschetta: Enrico Berlinguer
- Bobo Craxi: Bettino Craxi
- Paolo Briguglia: Mario Moretti
- Mauro Meconi: Valerio Morucci
- Chiara Poletti: Adriana Faranda
- Carla Cassola: Maria Pia Fanfani
- Claudio Castrogiovanni: Tommaso Buscetta
- Fabrizio Buompastore: Angelo Incandela
- Roberto Accornero: Ezio Radaelli
- Andrea Tidona: Licio Gelli
- Eugenio Gradabosco: Claudio Signorile
- Renato Liprandi: Generale Santovito

## Ascolti

### Prima edizione
| Puntata | Giorno  | Data           | Ospiti                                              | Telespettatori | Share |
| ------- | ------- | -------------- | --------------------------------------------------- | -------------- | ----- |
| 1       | Giovedì | 22 giugno 2017 | Enrico Mentana, Simona Colarizi, Giuseppe Genna     | 941.000        | 4,80% |
| 2       | Giovedì | 29 giugno 2017 | Emilio Gentile, Donatella Di Cesare, Giuseppe Genna | 715.000        | 3,60% |

### Seconda edizione
| Puntata | Giorno  | Data             | Sottotitolo           | Ospiti | Telespettatori | Share |
| ------- | ------- | ---------------- | --------------------- | --- | -------------- | ----- |
| 1       | Giovedì | 11 gennaio 2018  | Bancarotta            | Giuseppe Bivona (finanziere) | 1.139.000      | 4,91% |
| 2       | Giovedì | 18 gennaio 2018  | La banda degli onesti | Paolo Becchi, Riccardo Magi, Simone Vellucci (presidente Retake Roma), Virginia Raggi (in collegamento da Roma) | 997.000        | 4,30% |
| 3       | Giovedì | 25 gennaio 2018  | Razzisti noi?         | Stefania Rocca (nei panni di Oriana Fallaci), Domenico Quirico, Fabrizio Gatti, Simona Granara (esponente dell'associazione #IoStoConMultedo), Hillary Sedu (avvocato di un richiedente asilo ferito con un colpo di pistola da uno dei gestori del centro nel quale era ospitato), Francesco Ohazuruike (scrittore e autore del libro Negro. La verità è che non potete fare a meno di noi), Stefano Zecchi | 950.000        | 4,09% |
| 4       | Giovedì | 1º febbraio 2018 | No tax                | Matteo Salvini, Hervé Falciani, Yoram Gutgeld, Gianni Dragoni (giornalista de Il Sole 24 ore) | 914.000        | 4,00% |

### Terza edizione
| Puntata | Giorno  | Data           | Ospiti | Telespettatori | Share |
| ------- | ------- | -------------- | --- | -------------- | ----- |
| 1       | Giovedì | 10 maggio 2018 | Remo Girone (nei panni di Giulio Andreotti), Paolo Inzerilli | 737.000        | 3,10% |
| 2       | Giovedì | 17 maggio 2018 | Ninni Bruschetta (nei panni di Enrico Berlinguer), Monsignor Fabio Fabbri (prete che cercò di aprire un accordo con le Brigate Rosse per conto del Vaticano)                                | 660.000        | 2,80% |
| 3       | Giovedì | 24 maggio 2018 | Claudio Castrogiovanni (nei panni di Tommaso Buscetta), Roberto Arlati (ex capitano dei Carabinieri, che guidò il blitz di via Monte Nevoso alla testa del reparto speciale antiterrorismo) | 749.000        | 3,30% |
| 4       | Giovedì | 7 giugno 2018  | Andrea Tidona (nei panni di Licio Gelli), Maria Fida Moro | 859.000        | 3,80% |